# Mush March
Harold „Mush“ March (* 18. Oktober 1908 in Silton, Saskatchewan, Kanada; † 9. Januar 2002 in Paxton, Illinois, USA) war ein kanadischer Eishockeyspieler. Zwischen 1928 und 1945 spielte er für die Chicago Black Hawks in der National Hockey League auf der Position des rechten Flügelstürmers. In dieser Zeit gewann er mit den Black Hawks 1934 und 1938 den Stanley Cup.

## Karriere
Harold March begann seine Karriere 1925 bei den Regina Falcons. Drei Jahre darauf gewann er mit den Regina Monarchs, den heutigen Regina Pats, den Memorial Cup 1928. Am 29. November 1928 nahmen ihn die Chicago Black Hawks aus der National Hockey League (NHL) unter Vertrag. March gelang der direkte Sprung vom Junioreneishockey in die NHL, was zur damaligen Zeit äußerst ungewöhnlich war. Den Spitznamen „Mush“ erhielt er nach einer gleichnamigen, damals populären winzigen Comicfigur aus dem Comicstrip Dick Tracy.
In den folgenden 17 Spielzeiten absolvierte Mush March insgesamt 804 Spiele für die Black Hawks, dabei gelangen ihm 410 Scorerpunkte. Am 12. November 1931 erzielte er das erste Tor im neu gebauten Maple Leaf Gardens, Heimspielstätte der Toronto Maple Leafs. Den Puck, mit der er den Treffer schoss, behielt er sein Leben lang und warf ihn am 12. Februar 1999, als das letzte Eishockeyspiel vor dem Umzug der Maple Leafs in das Air Canada Centre in der Arena stattfand, in einer feierlichen Zeremonie auf das Eis.
In der NHL-Saison 1933/34 gewann er mit den Chicago Black Hawks den Stanley Cup. March erzielte dabei im vierten Spiel des Stanley-Cup-Finales gegen die Detroit Red Wings den entscheidenden Treffer in der Overtime. Wie für March war es auch für Chicago der erste Gewinn des Pokals. 1937 nahm er auf der Seite der NHL All-Stars am Howie Morenz Memorial Game teil. 1938 folgte ein weiterer Stanley-Cup-Gewinn mit den Black Hawks.
Mush March beendete am Ende der Saison 1944/45 seine Karriere als Spieler. 1988 wurde er in die Saskatoon Sports Hall of Fame aufgenommen. Er starb am 9. Januar 2002 im Alter von 93 Jahren an den Folgen einer Pneumonie. Bis zu seinem Tod war er lange Zeit ältester, noch lebender NHL-Spieler.

## Erfolge und Auszeichnungen
- 1928 Memorial-Cup-Gewinn mit den Regina Monarchs
- 1934 Stanley-Cup-Gewinn mit den Chicago Black Hawks
- 1937 Howie Morenz Memorial Game
- 1938 Stanley-Cup-Gewinn mit den Chicago Black Hawks

## Karrierestatistik
(Legende zur Spielerstatistik: Sp oder GP = absolvierte Spiele; T oder G = erzielte Tore; V oder A = erzielte Assists; Pkt oder Pts = erzielte Scorerpunkte; SM oder PIM = erhaltene Strafminuten; +/− = Plus/Minus-Bilanz; PP = erzielte Überzahltore; SH = erzielte Unterzahltore; GW = erzielte Siegtore; 1 Play-downs/Relegation; Kursiv: Statistik nicht vollständig)